# Ompok canio
Ompok canio är en fiskart som först beskrevs av Hamilton 1822.  Ompok canio ingår i släktet Ompok och familjen malfiskar. Inga underarter finns listade i Catalogue of Life.